# Irina Konstantinowna Gawitsch
Irina Konstantinowna Gawitsch (russisch Ирина Константиновна Гавич; * 25. Juli 1922 in Moskau; † 30. September 2006 ebenda) war eine sowjetische bzw. russische Hydrogeologin und Hochschullehrerin.

## Leben
Nach dem Abschluss im OSSOAWIACHIM-Aeroclub der Metro-Bauorganisation Metrostroi begann Gawitsch 1940 das Studium am Moskauer Luftfahrtinstitut. Im Deutschen Angriffskrieg diente sie 1942–1944 als Freiwillige in der Moskauer Flugabwehr.
Am Moskauer Ordschonikidse-Institut für Geologische Prospektion (MGRI) schloss Gawitsch das Studium 1949 ab. Einer ihrer Lehrer war Fjodor Sawarenski. Sie arbeitete dann dort als Ingenieurin und Aspirantin bis 1952 am Lehrstuhl für Hydrogeologie. Ihre Kandidat-Dissertation verteidigte sie 1953 mit Erfolg für die Promotion zur Kandidatin der geologisch-mineralogischen Wissenschaften.
Ab 1952 lehrte Gawotsch am MGRI bis 2002 zunächst als Assistentin am Lehrstuhl für Hydrogeologie und ab 1961 als Dozentin. Sie verteidigte 1973 ihre Doktor-Dissertation über Theorie und Praxis bei der Anwendung von Modellierungen in der Hydrogeologie. Die Ernennung zur Professorin folgte 1975. Sie leitete die Zusammenarbeit für die Erstellung einer Monografie über Methoden zum Schutz des Grundwassers vor Verschmutzung und Erschöpfun, an der sich auch Spezialisten des Bergbau-Geologie-Instituts in Sofia beteiligten.

## Ehrungen, Preise
- Medaille „Sieg über Deutschland“
- Orden des Roten Banners der Arbeit
- Orden des Vaterländischen Krieges II. Klasse (1985)[4]
- Staatspreis der UdSSR im Bereich Wissenschaft und Technik (1986) für die Monografie über Grundlagen der Hydrogeologie in 6 Bänden[5]
- Medaille des Verdienstordens für das Vaterland II. Klasse (1998)[6]